# Здравоохранение в Феодосии
Здравоохранение в Феодосии

## История лечебного дела в Феодосии
Первые строения генуэзской Каффы возводились на вершине Карантинного холма. По сообщению византийского писателя Никифора Григора, «колонисты довольствовались там вначале небольшим пространством земли, на котором жили без всякой другой ограды, как только рва и насыпного вала». За последующие полтора десятилетия на этой территории были выстроены больница святого Иоанна, жилые и административные здания.
В 1813 году была открыта городская больница на 30 коек.
Экономический спад 60-х годов XIX века (во многом связанный с прекращением строительства Московско-Феодосийской железной дороги) отрицательно повлиял на уровень жизни населения. Из-за недоедания, антисанитарии и плохого качества воды в городе было зафиксировано массовое развитие желудочно-кишечных заболеваний. В 1871 году от холеры погибло более 2 тыс. человек.
К началу XX века ситуация в целом по городу выправляется, Феодосия попадает в список самых благоустроенных городов Империи, но некоторые районы города остаются по-прежнему не благополучными в эпидемиологическом плане.
Из-за плохого качества воды в слободках, где отсутствовал водопровод, антисанитарных условий на предприятиях и в жилищах трудового люда часто возникали эпидемии тифа, дизентерии, холеры. Единственная городская больница, штат которой в 1916 году состоял из пяти врачей и стольких же фельдшеров, не могла обеспечить лечением всех нуждающихся.
По этому поводу есть и другое мнение. В. Кондараки в 1883 году писал: «В Феодосии прекрасное купание, жизнь не дорога, климат здоровый, часты ветры с моря и гор, резких колебаний температуры (летом) не бывает, виноград и другого рода плоды недороги… Феодосия есть лучшее место для сезонной жизни неизбалованных и небогатых больных».
В 1928 году в Феодосии был организован Институт физических методов лечения с 30 койками (работал 4 месяца в году). С 1932 года Инфизмет, главное санаторно-курортное учреждение города, действовал круглогодично, принимая одновременно 750 больных.

## Современное состояние
Феодосийская городская больница расположена в историческом районе Карантин, получившим название от противочумного карантина, располагавшегося во времена Российской империи в юго-восточном предместье города. В греческие, генуэзские и турецкие времена карантин также располагался в этих местах, хотя и не имел столь сложной научно обоснованной структуры, как в конце XVIII—XIX веках.
Это единственная больница общего профиля на территории Большой Феодосии. Кроме больных из 105-тысячного Феодосийского горсовета в больницу госпитализируют в рамках оказания скорой медицинской помощи пострадавших на территориях Кировского и Ленинского районов республики ( в том числе дельтапланеристов со  склонов горы Клементьева и купальщиков с побережья Феодосийского залива).
- Феодосийской детской больнице правительством республики присвоено почётное звание «Больница, доброжелательная к ребёнку». Отделение новорождённых принимает пациентов не только с территории Феодосийского горсовета, но и из Керчи, Ленинского, Кировского, Советского, Нижнегорского районов — всего Восточного Крыма. В год выписываются здоровыми пять тысяч детей, которым оказана многопрофильная квалифицированная помощь[6]. Главный врач Феодосийской детской больницы — Щепетков Дмитрий Сергеевич, детский хирург, председатель феодосийского отделения Партии зелёных, депутат городского совета[7].
- Роддом — расположен в первой зоне курорта на проспекте Айвазовского
- Психоневрологический диспансер Феодосии (больница № 3) — один из 5 в Крыму — имеет стационарное отделение, позволяющее реализовывать территориальный принцип [8]
- Противотуберкулезная больница № 2
- Врачебные амбулатории в Коктебеле, Щебетовке и Орджоникидзе
- Поликлиники в Феодосии и Приморском, Детская поликлиника (с филиалом), Стоматологическая поликлиника
- Управление здравоохранения Феодосийского городского совета[9]